# Björksjön, Sollefteå kommun
Björksjön är en by 20 km nordost om Sollefteå. Byn ligger på gränsen mellan de två socknarna Sånga och Överlännäs och vid Björkåns utlopp i sjön Björksjön. 
I dag bor ett fåtal bofasta personer i byn men för 40-50 år sedan var det 2-300 bofasta. Då fanns också två affärer, skola och ett mycket livaktigt föreningsliv. Fortfarande är verksamheten levande i idrottsföreningen, Björkådalens IF, och Byggnadsföreningen, som förvaltar "Folkets hus".